# Dallas/Fort Worth International Airport

i7
i11
i13
Der Flughafen Dallas/Fort Worth (IATA-Code: DFW, ICAO-Code: KDFW) ist ein internationaler Verkehrsflughafen zwischen den benachbarten Großstädten Dallas und Fort Worth im Bundesstaat Texas der Vereinigten Staaten. Der Großflughafen dient als Luftfahrt-Drehkreuz von American Airlines. Mit sieben Start- und Landebahnen ist der Flughafen außerdem auch einer der meist frequentierten der Welt.
Der Flughafen ist mit einer Fläche von 69,67 Quadratkilometern nach dem Flughafen Denver der flächenmäßig zweitgrößte Flughafen der Vereinigten Staaten. Mit 81,76 Millionen Passagieren im Jahr 2023 war er nach Atlanta und Dubai der drittgrößte Flughafen weltweit. Nach der Anzahl der Flugbewegungen lag er mit 689.569 Flugbewegungen weltweit nach Atlanta und Chicago–O’Hare auf Platz drei.
Der nach seinem IATA-Code meist kurz als „DFW“ bezeichnete Verkehrsflughafen beschäftigt direkt und indirekt rund 634.000 Menschen und wird in vielerlei Hinsicht wie eine Gemeinde verwaltet. So hat der Flughafen ein eigenes Postamt und eine eigene Postleitzahl. Der Aufsichtsrat wird von den Betreiberstädten Dallas und Fort Worth ernannt. Da sich der Flughafen geographisch allerdings innerhalb von vier anderen Vorstädten befindet, gibt es wiederholt Gebietsstreitigkeiten. Um diese Probleme in Zukunft zu vermeiden, wurde dem Aufsichtsrat ein stimmloser Vertreter hinzugefügt, der nach dem Rotationsprinzip von den vier Ortschaften ernannt wird.

## Lage und Verkehrsanbindung

### Lage
Der Dallas/Fort Worth International Airport liegt 35 Kilometer nordwestlich des Stadtzentrums von Dallas und 35 Kilometer nordöstlich des Stadtzentrums von Fort Worth. Er liegt jeweils zum Teil auf dem Gebiet der Städte Euless, Grapevine und Irving. Eine kleine Fläche, die nicht mit dem Rest des Flughafengeländes verbunden ist, liegt zudem auf dem Gebiet der Stadt Coppell. Der Flughafen befindet sich außerdem teilweise im Dallas County und im Tarrant County.

### Verkehrsanbindung
Über die den Flughafen in Nord-Süd-Richtung durchlaufende gebührenpflichtige Autobahn Texas Highway 97 ist Dallas/Fort Worth direkt an nach Dallas und Fort Worth (State Highway 183) und Arlington (State Highway 360) führende Autobahnen angebunden. Der Flughafen unterhält auch eine große Anzahl an Langzeitparkplätzen, die mit den Abfertigungshallen über kostenlose Busse verbunden sind.
Mit öffentlichen Verkehrsmitteln ist der Flughafen auf mehreren Wegen erreichbar:
- Eine Buslinie führt zum nahegelegenen Bahnhof des regional verkehrenden Trinity Railway Express an, der Dallas, Irving, North Richland Hills, Hurst und Fort Worth verbindet.
- Die Bahnverbindung TEXRail führt vom Terminal B direkt zur Innenstadt von Fort Worth.
- Außerdem gibt es die DART-Linie „Orange Line“ die in das Zentrum von Dallas führt.
- Die Silver Line befindet sich in Bau. Sie wird die nördlichen Vororte von Dallas anbinden.

## Geschichte
Schon 1927, bevor die Region überhaupt einen Flughafen hatte, schlug Dallas ein Gemeinschaftsprojekt mit Fort Worth vor. Die Nachbarstadt lehnte allerdings ab, so dass beide Städte ihre eigenen Flughäfen eröffneten: Love Field in Dallas sowie Meacham Field in Fort Worth.
Die Civil Aeronautics Administration stellte 1940 für den Bau eines gemeinsamen regionalen Flughafen 1,9 Millionen US-Dollar bereit. American Airlines und Braniff International Airways handelten einen Vertrag mit der Stadt Arlington aus, den Flughafen dort zu errichten. Die Regierungen in Dallas und Fort Worth konnten sich aber nicht auf Einzelheiten einigen, so dass das Projekt bereits drei Jahre später erfolglos abgebrochen wurde. Nach dem Zweiten Weltkrieg gemeindete Fort Worth das bereitgestellte Gelände für den Flughafen ein und errichtete mithilfe von American Airlines den Flugplatz Amon Carter Field. Der kommerzielle Flugverkehr in Fort Worth wurde 1953 von Meacham Field zum neuen Flughafen verlegt, der nunmehr nur noch knapp 30 Kilometer von Love Field entfernt war. Fort Worth kaufte den Flugplatz 1960 komplett auf und benannte ihn in direkter Konkurrenz zum bedeutend erfolgreicheren Love Field in Greater Southwest International Airport (GSIA) um. Allerdings verringerte sich die Auslastung im Vergleich zu Love Field weiterhin. In der Mitte der 1960er betrug die gesamte Auslastung GSIAs nur ein Prozent des texanischen Flugverkehrs, während Love Field 49 Prozent des Flugverkehrs erhielt. Entsprechend folgte die praktisch vollständige Bedeutungslosigkeit für GSIA.
Die Idee eines Gemeinschaftsprojekts wurde 1961 noch einmal aufgebracht, als die Federal Aviation Administration des Bundes sich nicht weiter bereit erklärte, in getrennte Flughäfen für Dallas und Fort Worth zu investieren. Während Fort Worth den Greater Southwest International Airport aufgab, stand Love Field vor massiven Kapazitätsproblemen, da eine Erweiterung aufgrund seiner innerstädtischen Lage nicht mehr möglich war. Auf Anweisung der Bundesregierung wurden 1964 neue Gespräche zwischen den beiden Städten aufgenommen, in denen sie sich auf einen neuen Ort für einen gemeinsamen Flughafen einigten. Dieser sollte nun direkt nördlich vom vorherigen GSIA und in fast gleicher Entfernung von beiden Städten liegen. Das nötige Land wurde von den Städten 1966 gekauft, der Bau begann 1969.
Zur Eröffnung fand die erste Landung einer Concorde in den Vereinigten Staaten 1973 auf dem Flughafen statt. Die Concorde bediente Dallas/Fort Worth in Kooperation mit American Airlines, British Airways und Braniff Airways bis zur Auflösung der letzteren im Jahr 1982. Die Freigabe für den allgemeinen Flugverkehr erfolgte am 13. Januar 1974. Der Flughafen Dallas/Fort Worth war seinerzeit der größte und teuerste Flughafen weltweit, zu Beginn wurde er noch als Dallas/Fort Worth Regional Airport bezeichnet. Bei der Eröffnung verfügte der Flughafen über vier Passagierterminals mit 66 Flugsteigen und drei Start- und Landebahnen.
Um den neuen Flughafen vor der Konkurrenz durch den alten, der weiter betrieben wurde, zu schützen, wurde 1979 durch das Wright-Amendment die Reichweite aller Flüge von oder nach Love Field mit Platz für mehr als 56 Fluggästen auf Texas und die vier angrenzenden Bundesstaaten beschränkt.
Ebenfalls 1979 verschob American Airlines ihren Firmensitz von New York nach Fort Worth direkt neben das DFW-Gelände. Die Fluggesellschaft errichtete hier 1981 ihr erstes Luftfahrt-Drehkreuz und nahm 1982 Flüge nach London und 1987 nach Tokio auf. Konkurrent Delta Air Lines errichtete zeitgleich ebenfalls ein Drehkreuz, musste es aber im Zuge ihrer Insolvenz im Jahr 2004 wieder aufgeben und die Flugkapazitäten in Dallas/Fort Worth infolgedessen drastisch reduzieren. Bemühungen des Flughafens, die entstandenen Lücken durch Anwerben anderer Fluggesellschaften zu schließen, schlugen fehl. Die Billigfluggesellschaft Southwest Airlines und drei weitere Fluggesellschaften lehnten ein Engagement in Dallas/Fort Worth ab.
1983 wurden die vierte und die fünfte Start- und Landebahn in Betrieb genommen. 1985 wurde der Flughafen in Dallas/Fort Worth International Airport umbenannt, im nächsten Jahr folgte die Inbetriebnahme der sechsten Start- und Landebahn. Am 15. Mai 1989 landete auf dem Flughafen der Shuttle Carrier Aircraft mit dem Space Shuttle Atlantis huckepack. 1994 wurden zwei zusätzliche Kontrolltürme fertiggestellt, zwei Jahre später folgte die Inbetriebnahme der siebten Start- und Landebahn. 2005 wurde das fünfte  Passagierterminal eröffnet.

## Flughafenanlagen

Flughafendiagramm

Der Flughafen ist mit einer Fläche von 69,67 Quadratkilometern der nach dem Flughafen Denver zweitgrößte Flughafen der Vereinigten Staaten.

### Start- und Landebahnen
Der Dallas/Fort Worth International Airport ist mit sieben Start- und Landebahnen ausgestattet. Davon haben fünf in einer Nord-Süd-Ausrichtung, die restlichen zwei Start- und Landebahnen haben eine Nordwest-Südost-Ausrichtung. Aufgrund der hohen Zahl der Start- und Landebahnen können bis zu vier Flugzeuge gleichzeitig landen.
| Bezeichnung | Maße in Metern | Belag   | Ausrichtung     | Inbetriebnahme |
| ----------- | -------------- | ------- | --------------- | -------------- |
| 17L/35R     | 2591 × 46      | Beton   | Nord-Süd        | 1996           |
| 17C/35C     | 4085 × 46      | Asphalt | Nord-Süd        | 1984           |
| 17R/35L     | 4085 × 61      | Beton   | Nord-Süd        | 1973           |
| 18L/36R     | 4084 × 61      | Beton   | Nord-Süd        | 1973           |
| 18R/36L     | 4084 × 46      | Beton   | Nord-Süd        | 1984           |
| 13L/31R     | 2743 × 61      | Beton   | Nordwest-Südost | 1973           |
| 13R/31L     | 2835 × 46      | Beton   | Nordwest-Südost | 1986           |

### Passagierterminals

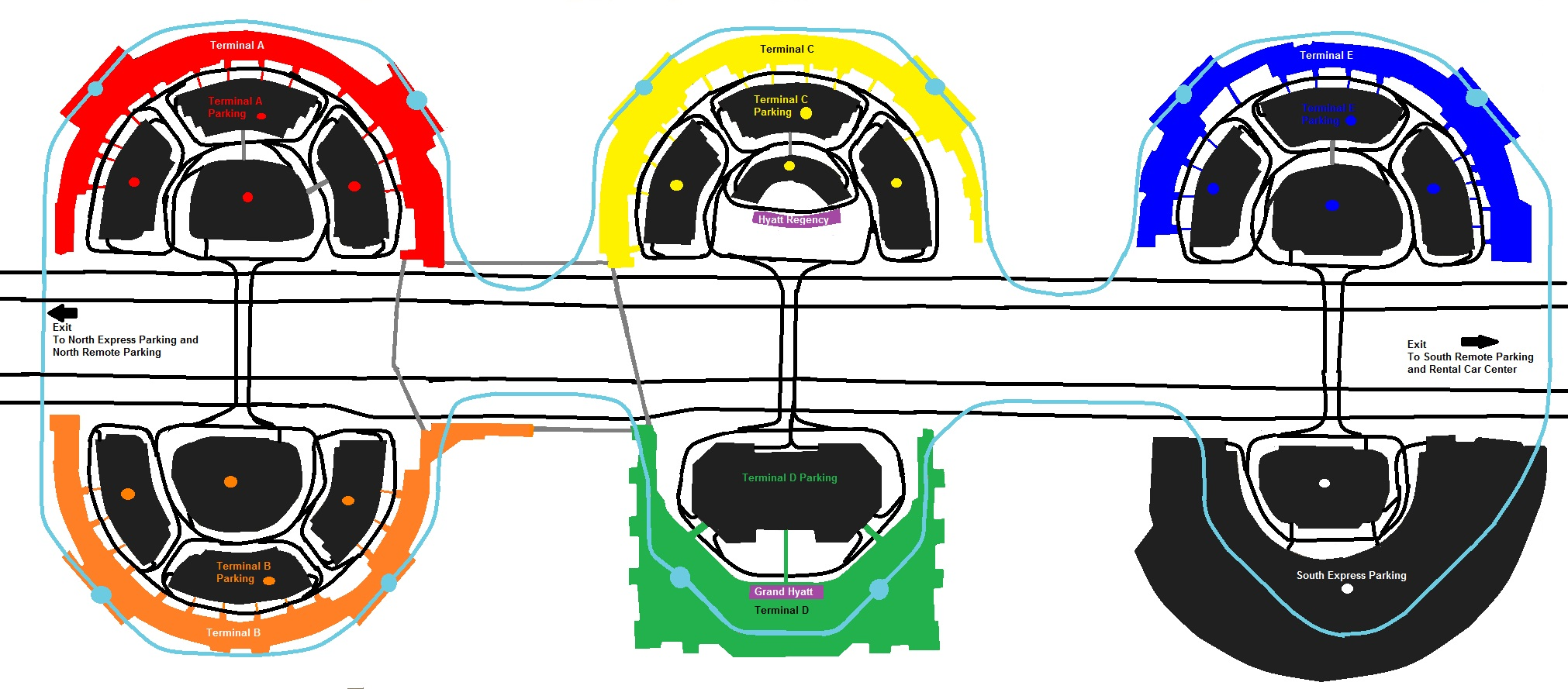
Karte der Passagierterminals

Der Dallas/Fort Worth International Airport hat fünf Passagierterminals mit insgesamt 171 Flugsteigen. Bei der baulichen Konzeption wurden zukünftige Erweiterungen vorhergesehen, so dass seit der Eröffnung des Flughafens ohne größere Umbauten weitere Terminals hinzugefügt werden konnten. Maximal hätten auf der zu diesem Zweck freigehaltenen Fläche dreizehn Hallen mit insgesamt 260 Flugsteigen Platz.
Die Terminals sind bis auf eines halbkreisförmig und erstrecken sich östlich und westlich von der als Autobahn ausgebauten Hauptverkehrsstraße Texas Highway 97, die den Flughafen von Nord nach Süd teilt. Die Terminals wurden ursprünglich durchnummeriert und mit dem Präfix 'E' für Ost und 'W' für West versehen. In den späten 1990er Jahren wurde das System durch einfache Buchstaben beginnend bei A ersetzt. Die Terminals A, C und E sind von Norden nach Süden auf der Ostseite des Flughafens, Hallen B und D auf der Westseite.
Der Flughafen wurde verkehrlich so konzipiert, dass der Weg vom Flugsteig zum Auto oder Bus so kurz wie möglich ist und auch eine große Zahl an Fluggästen sich bei der An- und Abreise nicht behindern. Die Terminals sind untereinander seit März 2005 durch ein neues Flughafen-Transportsystem (Peoplemover) namens „Skylink“ verbunden. Das von Bombardier Transportation gebaute Beförderungssystem ist das weltweit größte seiner Art. Die Skylink-Züge sind vollständig automatisiert, erreichen Geschwindigkeiten von fast 80 Kilometern pro Stunde und verkehren in zwei Richtungen. Der Skylink minimiert die Umsteigezeit, wenn Passagiere beim Umsteigen das Terminal wechseln müssen und somit lange Fußwege zu bewältigen hätten. Ein Vorteil dieser Bahn ist, dass sie im Bereich hinter den Sicherheitskontrollen verkehrt, so dass umsteigende Fluggäste nicht erneut durch die Kontrollen müssen.

#### Terminal A
Das Terminal A wurde 1974 zusammen mit dem Flughafen selbst eröffnet. Es wurde bis 2017 saniert und verfügte 2019 über 26 Flugsteige. Im Jahr 2018 wurden in ihm mehr als 17 Millionen Passagiere abgefertigt. Das Terminal A wird nur von American Airlines genutzt.

#### Terminal B
Das Terminal B wurde 1974 zusammen mit dem Flughafen selbst eröffnet. Es wurde bis 2018 saniert und verfügte 2019 über 42 Flugsteige. Im Jahr 2018 wurden in ihm mehr als 9 Millionen Passagiere abgefertigt. Es wird ebenfalls ausschließlich von American Airlines genutzt.

#### Terminal C
Das Terminal C wurde 1974 zusammen mit dem Flughafen selbst eröffnet. Es wurde als einziges der 1974 eröffneten Terminals bisher nicht umfangreich saniert, dies soll jedoch künftig erfolgen. Das Terminal C verfügte 2019 über 28 Flugsteige. Im Jahr 2018 wurden in ihm mehr als 18 Millionen Passagiere abgefertigt. Auch dieses Terminal wird lediglich von American Airlines genutzt.

#### Terminal D

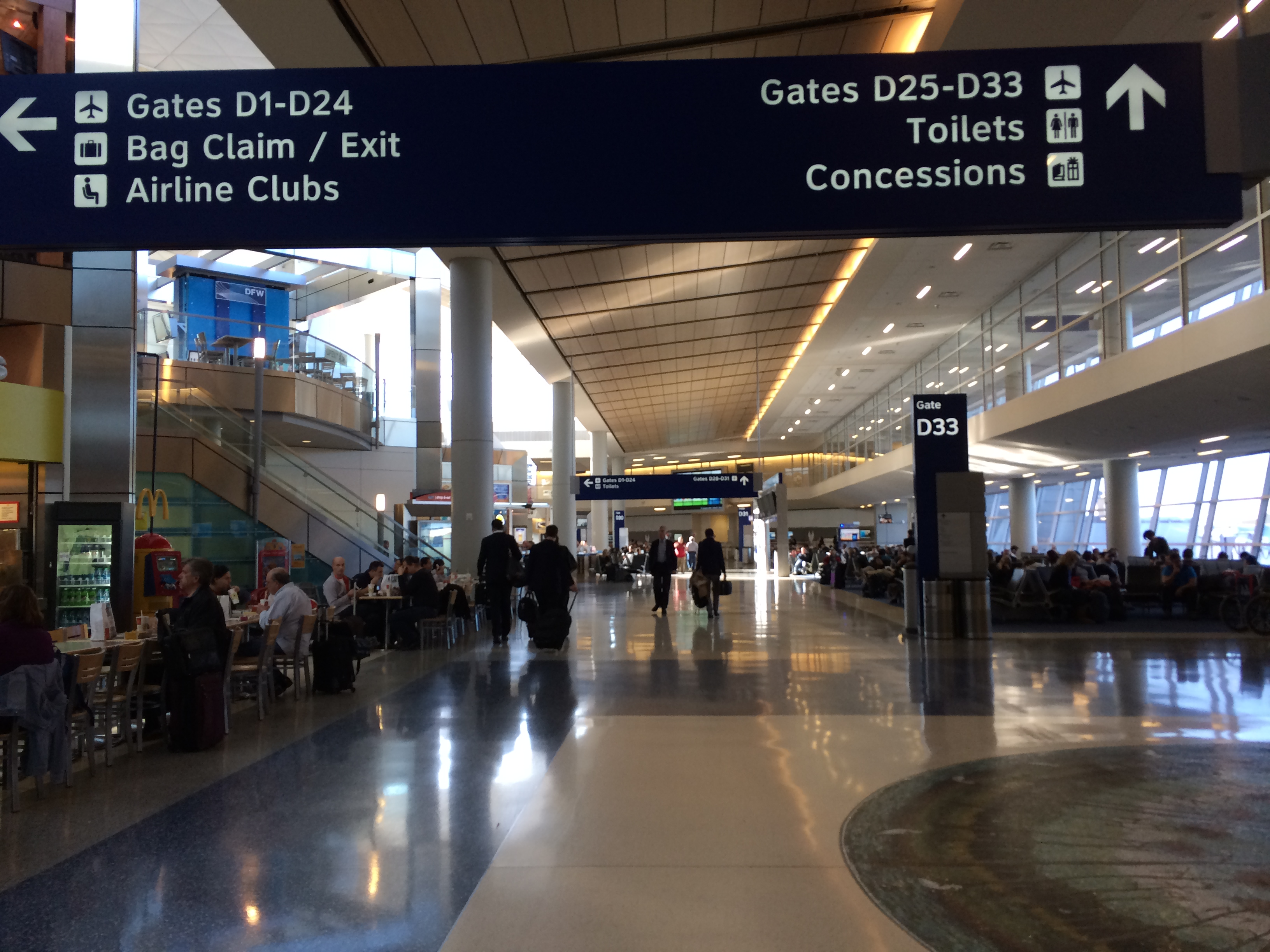
Innenansicht des Terminal D

Das Terminal D wurde 2005 eröffnet und war als erstes Terminal nicht mehr halbkreisförmig. Es verfügte 2019 über 26 Flugsteige. Im Jahr 2018 wurden in ihm mehr als 10 Millionen Passagiere abgefertigt. Das Terminal D wird heute als einziges Terminal auch zur Abfertigung internationaler Ankünfte, bei denen die Einreisekontrolle nicht vor Abflug durchgeführt wurde, genutzt. Daher werden in Terminal D neben den Flügen von American Airlines auch die Flüge von Aeroméxico, Air France, Avianca, British Airways, Emirates, Japan Airlines, Korean Air, Lufthansa, Qantas Airways, Qatar Airways, Sun Country Airlines, Viva Aerobus und Volaris abgefertigt.

#### Terminal E

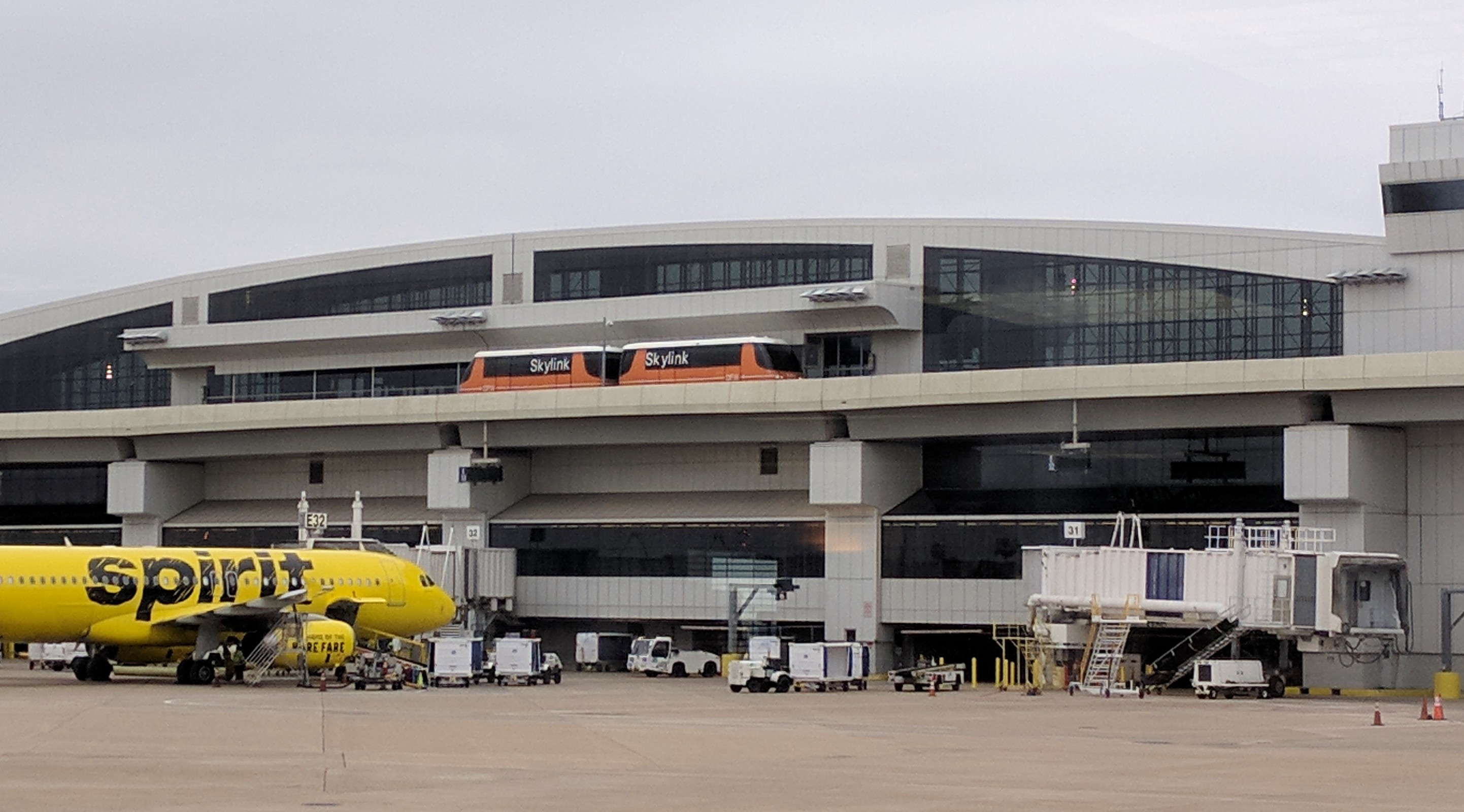
Außenansicht des Terminal E mit Skylink-Zug

Das Terminal E wurde 1974 zusammen mit dem Flughafen selbst eröffnet und wurde später durch ein Satellitenterminal auf dem Vorfeld erweitert. Es wurde bis 2018 saniert und verfügte 2019 über 42 Flugsteige. Im Jahr 2018 wurden in ihm mehr als 9 Millionen Passagiere abgefertigt. Das Terminal E wird von Air Canada, Alaska Airlines, American Airlines, Delta Air Lines, Frontier Airlines, Jetblue Airways, Spirit Airlines und United Airlines genutzt.

#### Terminal F
Die Errichtung eines sechsten Terminals mit der Bezeichnung Terminal F ist geplant. Es soll auf einer Fläche südlich von Terminal D beziehungsweise westlich von Terminal E errichtet werden, auf der sich bisher ein Parkplatz befindet. Aufgrund der COVID-19-Pandemie brachen die Passagierzahlen ein, daher wurden die Planungen im Jahr 2020 vorerst gestoppt.
Im Januar 2024 wurde bekannt gegeben, die Planungen zum Bau des Terminal F wieder aufzunehmen. Das Terminal wird dabei mit 15 Gates deutlich kleiner als in der ursprünglichen Planung (24 Gates) werden und Ende 2026 betriebsbereit sein. Die Kosten für den Neubau sollen sich auf ~1,63 Mrd. US-Dollar belaufen. Mit Baubeginn wird im Laufe des Jahres 2025 gerechnet.

### Luftfrachtterminals
Die Luftfrachtterminals verteilen sich auf zwei Vorfelder. Das westliche Vorfeld liegt zwischen den Start- und Landebahnen 18R/36L und 13R/31L, während sich das östliche Vorfeld am nördlichen Ende der Start- und Landebahn 13L/31R befindet. FedEx nutzt vor allem Frachtterminals am östlichen Vorfeld, während sich ein Drehkreuz von UPS Airlines und Frachtterminals zahlreicher anderer Fluggesellschaften am westlichen Vorfeld befinden.

### Flugzeugwartung
Auf dem Dallas/Fort Worth International Airport befinden sich zahlreiche Wartungshangars von American Airlines.

### Sonstige Einrichtungen
Der Flugverkehr wird von der Federal Aviation Administration aus drei Kontrolltürmen kontrolliert, was in Amerika einmalig ist.

## Fluggesellschaften und Ziele
Der Dallas/Fort Worth International Airport ist der Heimatflughafen und das wichtigste Drehkreuz von American Airlines. Im Jahr 2023 hatte American Airlines einen Marktanteil von 82 Prozent. Daneben betreiben die Billigfluggesellschaften Frontier Airlines und Spirit Airlines Basen auf dem Dallas/Fort Worth International Airport. Insgesamt wird der Flughafen von 28 Passagierfluggesellschaften und 20 Frachtfluggesellschaften genutzt.
Es gab im Juni 2024 insgesamt 257 Non-Stop Verbindungen zu anderen Städten. Diese teilten sich in 189 nationale und 68 internationale Verbindungen auf. Im deutschsprachigen Raum wird Frankfurt am Main von American Airlines und der Lufthansa angeflogen.

## Verkehrszahlen
| Jahr | Fluggastaufkommen | Fluggastaufkommen | Fluggastaufkommen | Luftfracht und Luftpost (t) | Flug- bewegungen |
| Jahr | National          | International     | Gesamt            | Luftfracht und Luftpost (t) | Flug- bewegungen |
| ---- | ----------------- | ----------------- | ----------------- | --------------------------- | ---------------- |
| 2023 | 70.427.921        | 11.156.658        | 81.764.044        | 702.192                     | 689.569          |
| 2022 | 63.566.151        | 9.788.289         | 73.354.440        | 818.213                     | 656.676          |
| 2021 | 56.343.267        | 6.122.489         | 62.465.756        | 910.622                     | 651.895          |
| 2020 | 35.940.215        | 3.424.775         | 39.364.990        | 791.333                     | 514.702          |
| 2019 | 65.488.478        | 9.578.167         | 75.066.956        | 893.441                     | 720.007          |
| 2018 | 60.371.577        | 8.741.030         | 69.112.607        | 832.881                     | 667.213          |
| 2017 | 58.583.350        | 8.509.427         | 67.092.777        | 810.681                     | 654.344          |
| 2016 | 57.282.633        | 8.315.862         | 65.598.618        | 752.785                     | 672.748          |
| 2015 | 57.541.932        | 7.970.539         | 65.512.471        | 667.590                     | 681.261          |
| 2014 | 56.686.397        | 7.196.423         | 63.882.820        | 638.005                     | 679.820          |
| 2013 | 53.743.988        | 6.693.504         | 60.437.492        | 596.182                     | 678.059          |
| 2012 | 52.482.346        | 6.108.287         | 58.590.633        | 602.777                     | 650.124          |
| 2011 | 52.202.640        | 5.570.970         | 57.773.610        | 593.674                     | 646.803          |
| 2010 | 51.445.282        | 5.460.318         | 56.905.600        | 645.558                     | 652.261          |
| 2009 | 50.945.450        | 5.085.007         | 56.030.457        | 579.023                     | 638.782          |
| 2008 | 51.676.069        | 5.417.118         | 57.093.187        | 652.760                     | 656.310          |
| 2007 | 54.253.716        | 5.548.840         | 59.802.556        | 723.280                     | 685.491          |
| 2006 | 54.530.615        | 5.696.214         | 60.226.829        | 754.897                     | 699.344          |
| 2005 | 53.530.767        | 5.631.012         | 59.161.779        | 741.956                     | 711.878          |
| 2004 | –                 | –                 | 59.446.078        | 741.918                     | 801.941          |
| 2003 | –                 | –                 | 53.252.205        | 666.625                     | 765.296          |
| 2002 | –                 | –                 | 52.829.750        | 669.313                     | 765.109          |
| 2001 | –                 | –                 | 55.141.763        | 745.873                     | 783.546          |
| 2000 | –                 | –                 | 60.687.181        | 831.040                     | 837.779          |
| 1999 | –                 | –                 | 60.112.998        | 836.306                     | 832.364          |
| 1998 | –                 | –                 | 60.313.000        | 802.131                     | 836.079          |
| 1997 | –                 | –                 | 60.488.713        | 811.126                     | 851.185          |
| 1996 | –                 | –                 | 58.034.503        | 774.244                     | 848.024          |
| 1995 | –                 | –                 | 56.490.845        | 777.855                     | 879.371          |
| 1994 | –                 | –                 | 52.642.225        | 725.856                     | 840.406          |
| 1993 | –                 | –                 | 49.654.730        | 658.300                     | 803.655          |
| 1992 | –                 | –                 | 51.981.267        | 603.266                     | 764.243          |
| 1991 | –                 | –                 | 48.174.344        | 556.863                     | 736.127          |
| 1990 | –                 | –                 | 48.515.464        | 556.863                     | 731.036          |
| 1989 | –                 | –                 | 47.579.823        | 502.200                     | 698.870          |
| 1988 | –                 | –                 | 44.230.889        | 487.102                     | 675.060          |
| 1987 | –                 | –                 | 41.976.452        | 469.061                     | 624.760          |
| 1986 | –                 | –                 | 43.406.078        | 445.259                     | 575.936          |
| 1985 | –                 | –                 | 37.486.864        | 211.127                     | 561.817          |
| 1984 | –                 | –                 | 32.231.758        | 200.667                     | 526.478          |
| 1983 | –                 | –                 | 26.501.498        | 161.068                     | 435.490          |
| 1982 | –                 | –                 | 24.699.184        | 296.860                     | 441.875          |

### Verkehrsreichste Strecken
| Rang | Stadt                        | Passagiere | Fluggesellschaft                  |
| ---- | ---------------------------- | ---------- | --------------------------------- |
| 01   | Los Angeles, Kalifornien     | 1.045.280  | American, Delta, Frontier, Spirit |
| 02   | Atlanta, Georgia             | 939.920    | American, Delta, Frontier, Spirit |
| 03   | Las Vegas, Nevada            | 935.010    | American, Frontier, Spirit        |
| 04   | Denver, Colorado             | 873.020    | American, Frontier, United        |
| 05   | Chicago–O’Hare, Illinois     | 835.720    | American, Spirit, United          |
| 06   | Orlando, Florida             | 800.030    | American, Frontier, Spirit        |
| 07   | New York-LaGuardia, New York | 790.000    | American, Delta, Spirit           |
| 08   | Phoenix–Sky Harbor, Arizona  | 778.250    | American, Frontier, Spirit        |
| 09   | Miami, Florida               | 677.490    | American, Frontier, Spirit        |
| 10   | Seattle, Washington          | 644.600    | Alaska, American, Delta, Frontier |

## Zwischenfälle
- Am 2. August 1985 stürzte eine Lockheed L-1011 TriStar der Delta Airlines (Luftfahrzeugkennzeichen N726DA) während eines Sturms in der Nähe des Flughafens von Fort Worth, Dallas ab. Von den 164 Menschen starben 134, nur 30 überlebten (siehe auch Delta-Air-Lines-Flug 191).[29]
- Am 31. August 1988 wartete die Besatzung einer Boeing 727-232 der Delta Air Lines (N473DA) am Dallas/Fort Worth International Airport hinter einer Reihe von anderen Passagiermaschinen am Rollfeld, als die Flugsicherung ihr überraschenderweise eine Startfreigabe von einer anderen Bahn erteilte. Die Besatzung arbeitete daraufhin im Eiltempo die Checkliste für den Start ab und vergaß dabei, die Auftriebshilfen für den Start korrekt einzustellen. Beim Startvorgang versagte ferner das Warnsignal, das die Besatzung auf ihren Fehler aufmerksam machen sollte. Die Maschine gewann am Ende der Startbahn kaum an Höhe, streifte die Anflugbefeuerung, stürzte zu Boden und geriet in Brand. Von den 108 Insassen konnten sich 94 aus der Maschine retten, die übrigen 14 kamen in dem Feuer ums Leben (siehe auch Delta-Air-Lines-Flug 1141).[30]